# NBCUniversal Television and Streaming
NBCUniversal Television and Streaming é a divisão da NBCUniversal que supervisiona as operações de televisão e streaming da empresa, e descendente direta e sucessora da antiga divisão NBCUniversal Television Group, que existiu de 2004 a 2019.

## Unidades
- NBC Entertainment
  - NBC
  - Cozi TV
  - NBC LX
- NBCUniversal Owned Television Stations
  - LX
- NBCUniversal Cable Entertainment Group
  - Entertainment Networks:
    - Syfy
    - USA Network

  - Lifestyle Network Group:
    - Bravo
    - E!
    - Oxygen
    - Universal Kids
    - Wilshire Studios (anteriormente E! Studio)

  - Comcast Spectacor
    - G4 Media
    - G4
- NBCUniversal Syndication Studios
- NBCUniversal Direct-to-Consumer and Digital Enterprises
  - Fandango (70%)
    - Fandango Latam
    - Fandango Movieclips
    - Movies.com
    - MovieTickets.com
    - Rotten Tomatoes
    - Vudu

  - Peacock[1][2]
  - Integrated Media
  - Snap[2]
  - Buzz[2]
  - Vox Media[2]
  - Hulu (33%)
- NBC Sports Group
- NBCUniversal Telemundo Enterprises
  - Telemundo
  - Universo
  - TeleXitos